# Васал
Васа́л (від лат. vassus — слуга)  — в Середньовіччі в Західній Європі феодал, що одержував земельні володіння та був залежним від іншого, більш могутнього феодала-сеньйора (сюзерена).
Васал мав щодо сюзерена ряд повинностей, зокрема, подавав йому військову та грошову допомогу, брав участь у суді й нарадах сюзерена тощо. Стосунки між васалом і сюзереном створювали систему васалітету. Васалітет, зазвичай, був пов'язаний з наданням васалові земельного наділу (феоду) у тимчасове або спадкове володіння. Виник у Західній Європі 8—9 ст., значно поширився та існував до 13—14 ст. Закріплюючи феодальну ієрархію, васалітет в умовах феодальної роздробленості був формою політичної організації класу феодалів для панування над залежним селянством.
З 10—11 ст. васалітет існував у Київській Русі. Удільні князі перебували у васальній залежності від великого князя київського і самі мали васалів-дружинників, надаючи їм землі в умовне володіння.
Термін васал часто вживається в переносному значенні — підлегла, залежна інституція або особа.
Васальна залежність розвинулась з пізньоримського звичаю commendatio, схвалення, коли патрон потверджував свою згоду захищати клієнта, потискаючи йому руки. За каролінзьких часів васали, чи то «підлеглі», вже були прив'язані до сеньйора присягою вірності й актом пошани, що закінчувався поцілунком. Сеньйор і васал обіймалися; васал ставав навколішки й діставав символи свого нового статусу: корогву, спис, текст угоди, грудку землі. Після цього їх довіку пов'язувала угода про взаємні зв'язки й обов'язки. Васал присягався служити, сеньйор — боронити й підтримувати.